# Хуземан, Вальтер
Вальтер Хуземан (нем. Walter Husemann; 2 декабря 1909 года, Киль, Германия — 13 мая 1943 года, Берлин, Германия) — коммунист, антифашист, член движения Сопротивления во время Второй мировой войны, член организации «Красная капелла».

## Биография
Вальтер Хуземан вырос в Берлине, куда переехала семья. После школы освоил профессию жестянщика. В 1924 году в Коммунистический союз молодёжи в берлинском Панкове. В 1928 году вступил в Коммунистическую партию Германии. В 1929 году возглавил антифашистскую молодую гвардию в Берлине и Бранденбурге. С 1930 по 1933 год был волонтером и редактором органов печати компартии в Берлине (Die Rote Fahne), Эссене (Ruhr-Echo) и Мангейме (Mannheimer Arbeiterzeitung).
После закрытия изданий нацистами в 1933 году Вальтер Хуземан вступил в движение Сопротивления в Берлине. В конце ноября 1936 года он вместе с отцом был арестован. Без суда оба были отправлены в концентрационный лагерь Заксенхаузен, в 1937 году его перевели в концентрационный лагерь Бухенвальд. После своего освобождения в сентябре 1938 года, он снова работал жестянщиком. Через жену Марту он вошел в группу Харро Шульце-Бойзена и Арвида Харнака.
19 сентября 1942 года был арестован гестапо на рабочем месте. 26 января 1943 года Имперский военный трибунал приговорил его к смертной казни. 13 мая 1943 года приговор привели в исполнение в тюрьме Плётцензее в Берлине.

## Память
В ГДР, многие общественные здания и улицы носили его имя (ныне некоторым из них вернули исторические названия).